# Adam Harrington (cestista)
Adam Philip Harrington (Bernardston, 5 luglio 1980) è un ex cestista e allenatore di pallacanestro statunitense.